# Marial Shayok
Marial Makur Shayok, né le 26 juillet 1995 à Ottawa au Canada, est un joueur canado-sud-soudanais de basket-ball évoluant au poste d'arrière. Il mesure 1,95 m.

## Biographie
Marial Makur Shayok est drafté au second tour en 54e position de la draft 2019 de la NBA par les 76ers de Philadelphie.
Le 8 juillet 2019, il signe un contrat two-way avec les 76ers de Philadelphie pour la saison à venir.
En janvier 2021, Shayok rejoint le Bursaspor Basketbol (en), club de première division turque.
En juin 2021, Shayok s'engage pour une saison, avec une saison additionnelle en option pour le Fenerbahçe Istanbul. Le contrat est rompu d'un commun accord en avril 2022.